# Коце-Борове
Коце-Борове (пол. Koce Borowe) — село в Польщі, у гміні Рудка Більського повіту Підляського воєводства.
Населення — 133 особи (2011).
У 1975-1998 роках село належало до Білостоцького воєводства.

## Демографія
Демографічна структура станом на 31 березня 2011 року:
|          | Загалом | Допрацездатний вік | Працездатний вік | Постпрацездатний вік |
| -------- | ------- | ------------------ | ---------------- | -------------------- |
| Чоловіки | 64      | 11                 | 43               | 10                   |
| Жінки    | 69      | 15                 | 36               | 18                   |
| Разом    | 133     | 26                 | 79               | 28                   |